# Muschenried (Winklarn)

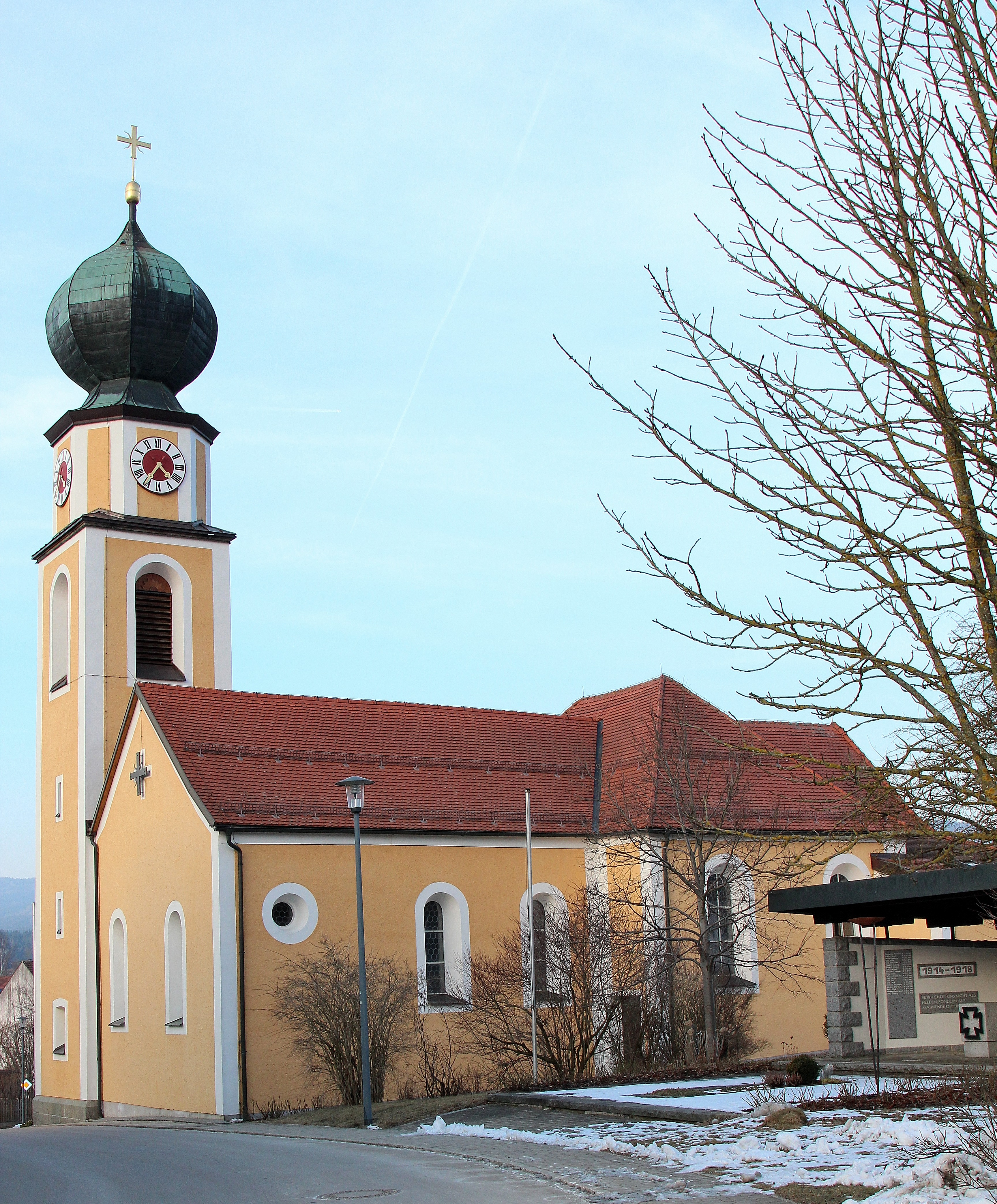
St. Stephan (2018)

Muschenried ist ein Ortsteil des Marktes Winklarn (Verwaltungsgemeinschaft Oberviechtach) im Oberpfälzer Landkreis Schwandorf in Bayern und liegt in der Region Oberpfalz-Nord.

## Geografie
Östlich der Ortschaft Muschenried liegt ein großes Waldgebiet, das Teil des weithin sichtbaren Frauensteins ist. Dessen höchste Erhebung ist der Signalberg (887 m). Auf dem Frauenstein befindet sich auch die Burgruine der Burg Frauenstein (in 835 m Höhe), Muschenried liegt im Naturpark Oberpfälzer Wald, drei Kilometer südöstlich vom Kernort Winklarn entfernt, auf einer Höhe von 480 bis 500 Metern.
Die Bundesstraße 22 verläuft westlich in zwei Kilometer Entfernung, während die östlich verlaufende Grenze zu Tschechien 10 km weit entfernt ist.

## Geschichte

### Rodungssiedlung Muschenried
Im Altlandkreis Oberviechtach fallen drei große Gruppen von Ortsnamen auf, die über die Siedlungstätigkeit in dem Raum Aufschluss geben. Das sind die „-dorf-Orte“ als älteste Siedlungsform in dem Gebiet, dann die „-richt-“ bzw. „-ried-Orte“ und später die „-hof-Orte“.
Bei den „-dorf“-Orten handelt es sich um Basissiedlungen, denen die „-richt“- und „-ried“-Orte im 11. und 12. Jahrhundert folgten. Diese waren Rodungssiedlungen wie Nunzenried, Tressenried, Konatsried, Ober- und Untereppenried, Hannesried und Muschenried. Bei Muschenried handelt es sich um eine Rodungssiedlung. Urkundlich belegte Quellen liegen bisher nicht vor, allein aufgrund des Ortsnamens ist von einer Gründung nach der Jahrtausendwende auszugehen.

### Das Haus Schneeberg
Im Jahr 1296 hatte Herzog Otto von Niederbayern die Herrschaft Schneeberg von Friedrich den Sigenhofer erworben. Die Burg Altenschneeberg war der Hauptsitz der Herrschaft Schneeberg. Zum „Havs ze Sneberch“ war neben anderen Siedlungen „Mueschenrevt“ (Muschenried) abgabepflichtig. „Aber datz Mueschenrevt, da fuemf man sitzent giltet 1 pfunt X pfenning“. Die Burg Altenschneeberg "verlor schon im 14. Jahrhundert ihre Bedeutung als übergeordneter Amtssitz für das Umland. Die Herrschaft Schneeberg befand sich im 14. Jahrhundert im Besitz der Sazenhofer und ging um 1400 an die Zenger über.

### Kloster Schönthal
Das Amt Murach war ein Teil der Pfalz in Bayern. Später bezeichnete man dieses Gebiet als „Obere Pfalz“. Hieraus entwickelte sich der Name Oberpfalz. Die meisten Besitzungen in der Gegend gehörten zum Amt Murach, einige wenige Gebiete unterstanden dem Kloster Schönthal. 1316 wurde nach einem Rechtsstreit mit Heinrich „den weitten von Muschenreut“ (Muschenried) ein umstrittenes Gut in „Erlach“ (Irlach) dem Kloster Schönthal zugesprochen. Eine weitere Urkunde aus dem Jahre 1355 berichtet, dass sich Ulrich der Sazenhofer „von dem Snewerg“ in einem Streit „vmb di hofstat ze Muschenreut ze den zeyten da der Haemayr auf ist gesessen“ mit dem Kloster Schönthal einigte.
Ein Güterverzeichnis des Klosters Schönthal aus dem Jahre 1429 zählt „Musschenrewt“ (Muschenried) zu seinen abgabepflichtigen Besitzungen. In dieser Zeit war das Gebiet des Amtes Murach stark von den Raubzügen der Hussiten betroffen. Erst nach der Schlacht von Hiltersried am 21. September 1433 beendeten die Hussiten ihre Raubzüge in diese Gegend.

### Das Geschlecht der Fuchs
Anfang des 16. Jahrhunderts übernahmen die Fuchs die Herrschaftsrechte in dem Gebiet um Winklarn und Muschenried. 1548 überließ Hanns Fuchs den Bürgern seinen Weiher, der oben an den Pfreimder Weiher stieß. Beim Abfischen stand jedem Haushalt in Winklarn und Muschenried ein Karpfen zu. Der Erlös aus dem Verkauf der übrigen Fische sollte zum Unterhalt der Wege nach Böhmen oder zur Unterstützung der Armen dienen.

### Gemeindebildung
Das Königreich Bayern wurde 1808 in 15 Kreise eingeteilt. Diese Kreise wurden nach französischem Vorbild nach Flüssen benannt (Naabkreis, Regenkreis, Unterdonaukreis usw.). Die Kreise gliederten sich in Landgerichtsbezirke. Die Bezirke wiederum sollten in einzelne Gemeindegebiete eingeteilt werden. 1821 war die Gemeindebildung abgeschlossen. Muschenried unterstand dem Landgericht Neunburg vorm Wald. 1840 kam der Ort zum Landgericht Oberviechtach.
Auf dem Gebiet der Gemeinde Muschenried wurden
- 1840: 542 Einwohner,
- 1900: 482 Einwohner,
- 1919: 396 Einwohner,
- 1946: 388 Einwohner,
- 1961: 298 Einwohner und
- 1970: 320 Einwohner gezählt.[13] Die eigenständige Gemeinde Muschenried wurde am 1. Januar 1972 aufgelöst. Es erfolgte eine Eingemeindung nach Winklarn.[14]

### Todesmärsche von KZ-Häftlingen (1945)

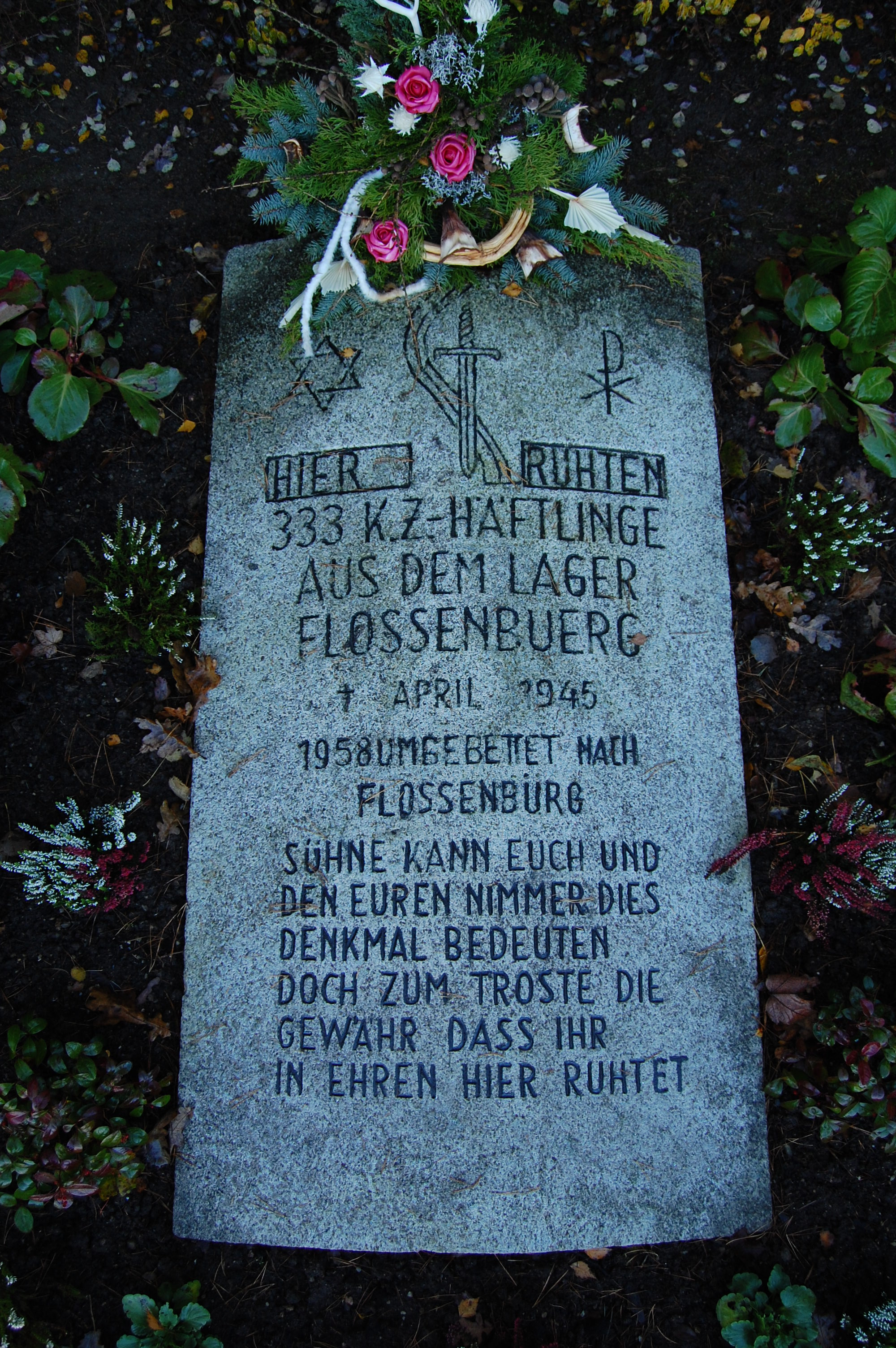

Mit den später so genannten Todesmärschen von KZ-Häftlingen verfolgten die SS-Wachmannschaften in der Endphase des Zweiten Weltkriegs zwei Ziele. Sie entzogen die Beweise ihrer Verbrechen in den Konzentrations- und Vernichtungslagern den heranrückenden alliierten Truppen durch die Beseitigung der Opfer. Zum anderen versuchten sie zumindest zum Teil die Arbeitskraft der Häftlinge für andere Lager zu erhalten.
Ein solcher Todesmarsch führte im Frühjahr 1945 vom Konzentrationslager Flossenbürg über Muschenried nach Neunburg v. Wald und weiter. Ein Denkmal am Ortseingang von Muschenried von der B 22 kommend erinnert an diese tragischen Ereignisse zum Ende des Zweiten Weltkrieges. 333 KZ-Häftlinge, welche den Marsch nicht überlebten, wurden in Muschenried bestattet. Im Jahre 1958 erfolgte die Umbettung nach Flossenbürg.

## Vereine
In Muschenried gibt es folgende sechs Vereine
- Freiwillige Feuerwehr Muschenried
- Gartenbau- und Ortsverschönerungsverein Winklarn/Muschenried
- Katholischer Frauenbund Muschenried
- Krieger- und Soldatenverein Muschenried – Haag
- KLJB (= Katholische Landjugendbewegung) Muschenried
- Schützenverein Kreuzbergschützen Muschenried

## Bildergalerie

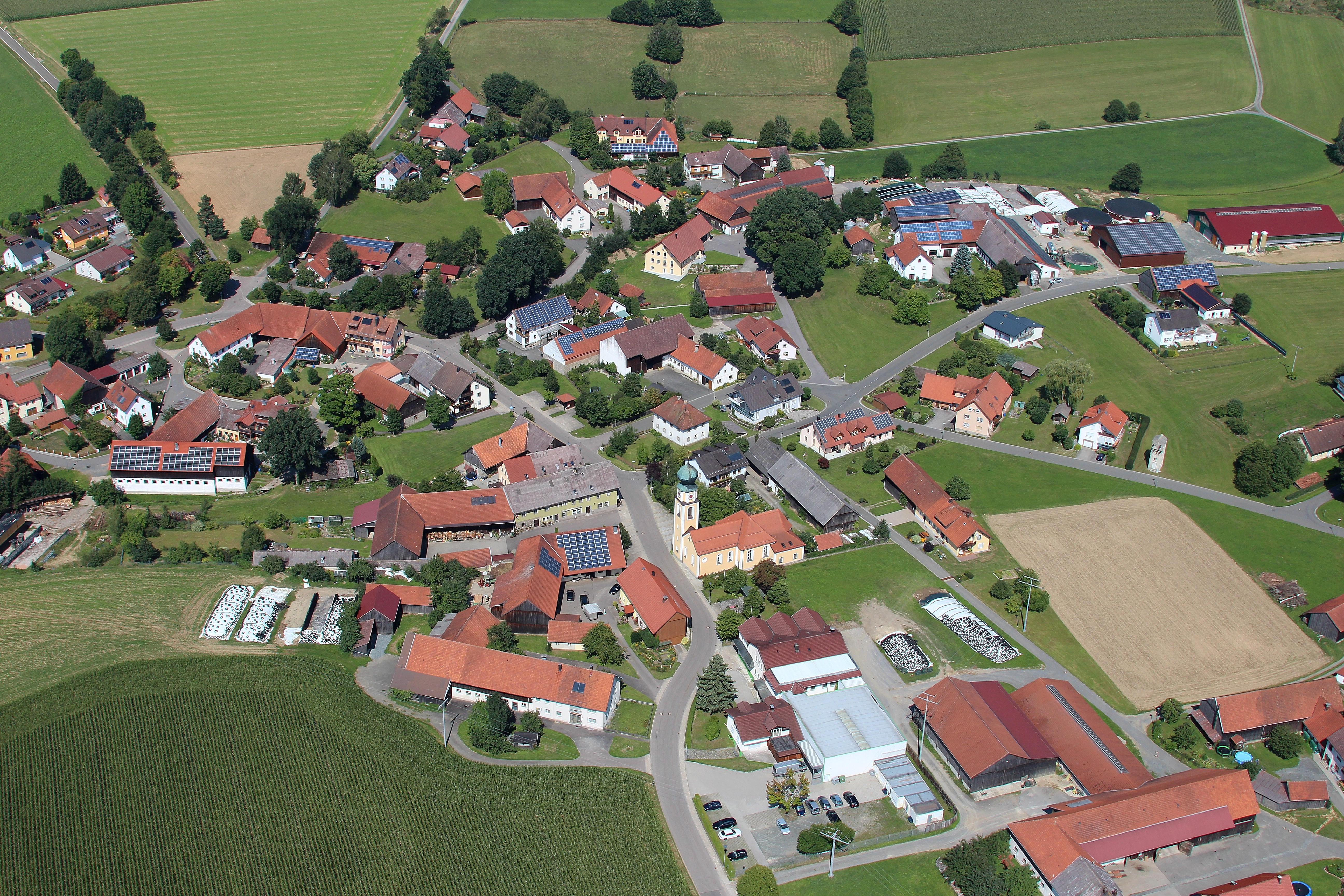
Muschenried (2017)
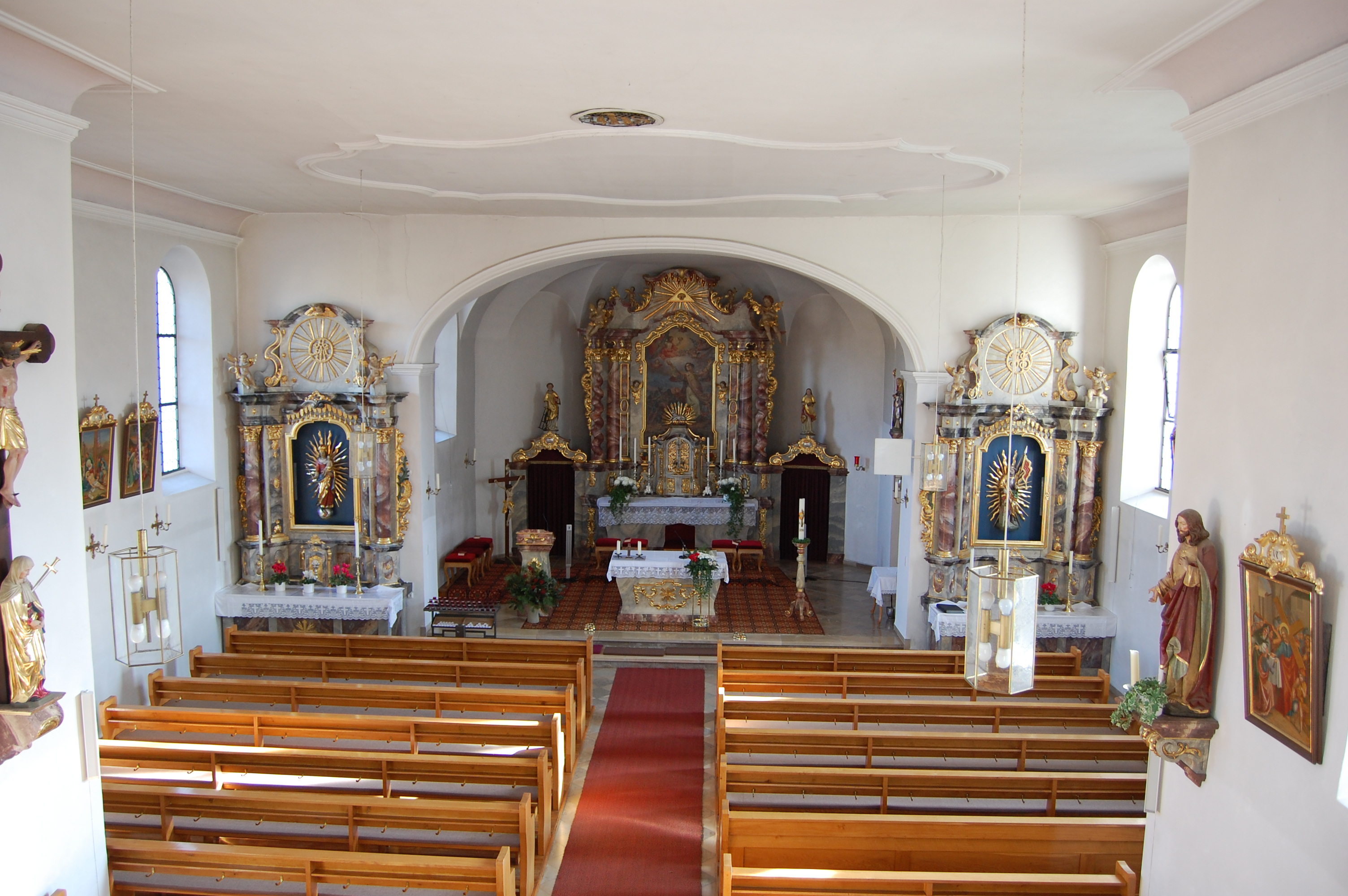
Kirche, Innenansicht
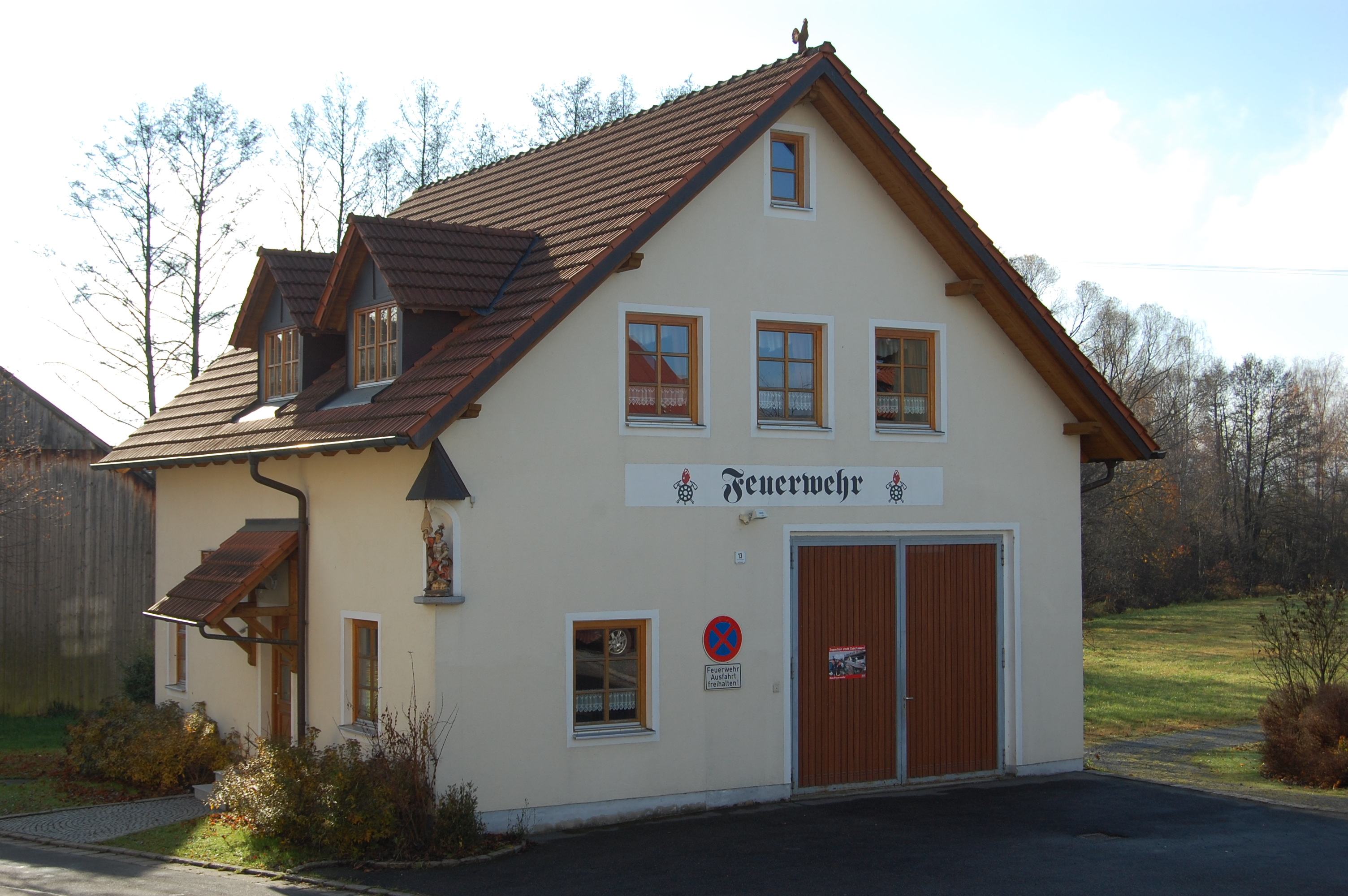
Feuerwehrhaus (2010)
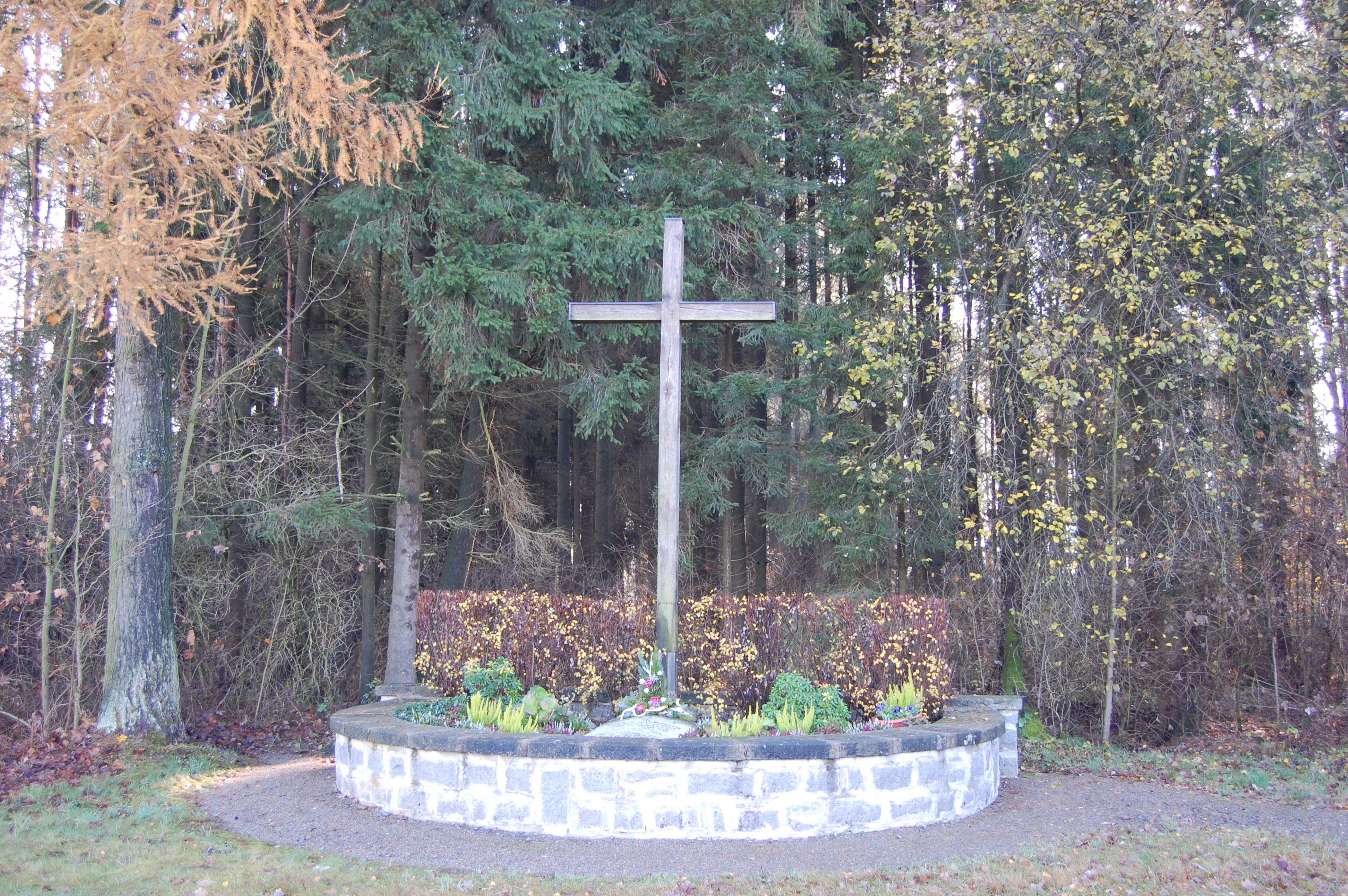
Mahnmal „Todesmärsche“
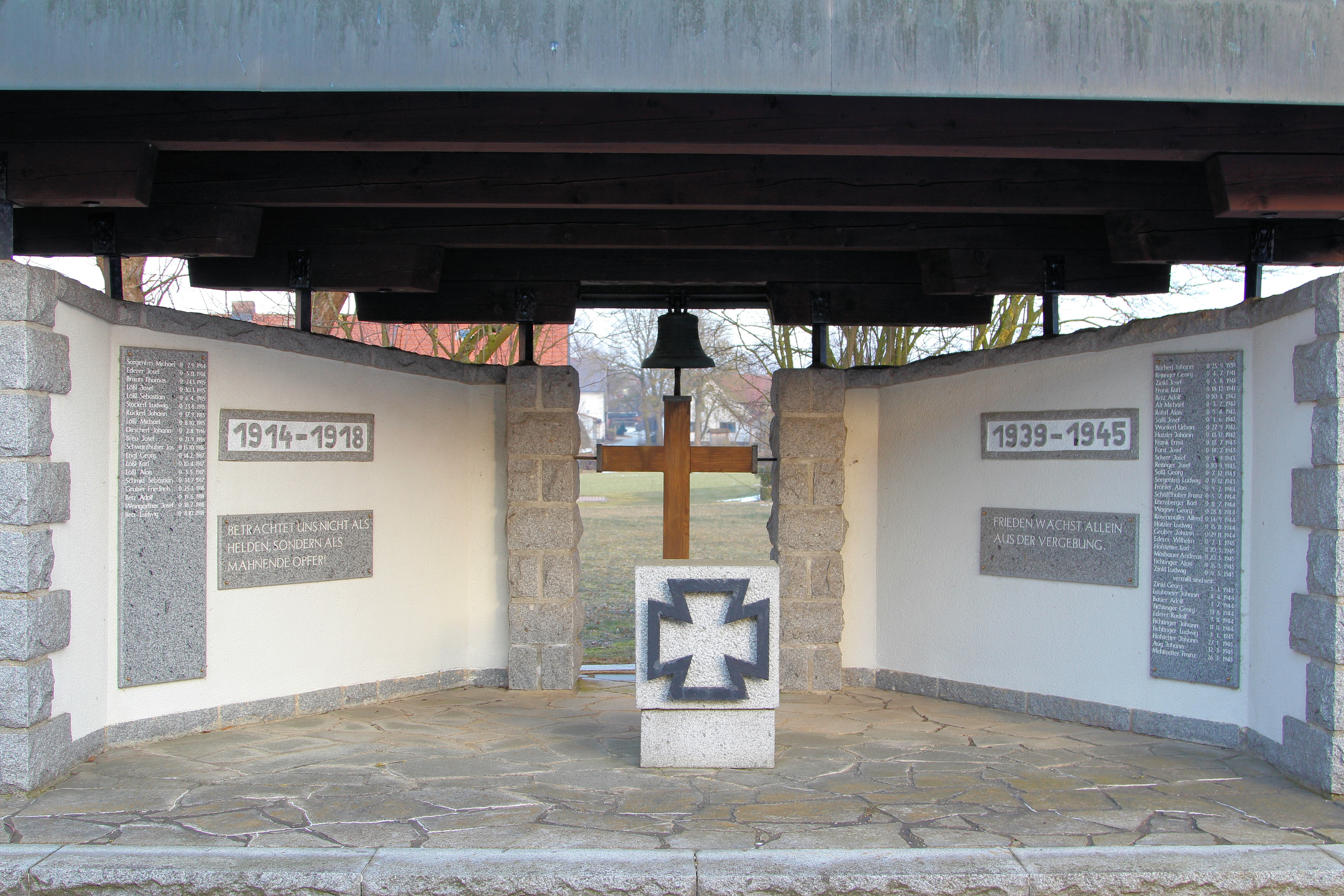
Kriegerdenkmal (2018)